# 무함마드 알칼레드 삼하
무함마드 알칼레드 삼하(Mohamad Al-Khaled Samha, 1958년 ~ )는 덴마크의 무슬림이다. 시리아 출신의 이맘으로서 오덴세에 위치한 덴마크 이슬람회 소속 모스크에서 근무하고 있다. 윌란스 포스텐 무함마드 만평 논란에 항의하는 시위에 가담했으며 이슬람주의 테러 혐의로 구속된 경력을 갖고 있다.